# Natación en los Juegos Olímpicos de Londres 2012 – 200 metros estilo libre masculino
El evento de 200 metros estilo libre masculino de natación olímpica en los Juegos Olímpicos de Londres 2012 tomó lugar el 29 y 30 de julio en el  Centro Acuático de Londres.

## Récords
Antes de esta competición, los récords mundial y olímpico eran:
| Récord del Mundo | Paul Biedermann (GER) | 1:42.00 | Roma, Italia | 28 de julio de 2009  |
| Récord Olímpico  | Michael Phelps (USA)  | 1:42.96 | Pekín, China | 12 de agosto de 2008 |

## Resultados

### Series

#### Serie 1
| Rank | Línea | Nombre          | Nacionalidad               | Tiempo  | Notas |
| ---- | ----- | --------------- | -------------------------- | ------- | ----- |
| 1    | 4     | Nicholas Schwab | República Dominicana (DOM) | 1:53.41 | RN    |
| 2    | 5     | Gilles Marquet  | Mauricio (MRI)             | 1:58.91 |       |
| 3    | 3     | Anderson Lim    | Brunéi (BRU)               | 2:02.26 | RN    |

#### Serie 2
| Rank | Línea | Nombre                   | Nacionalidad      | Tiempo  | Notas |
| ---- | ----- | ------------------------ | ----------------- | ------- | ----- |
| 1    | 5     | Matias Koski             | Finlandia (FIN)   | 1:49.84 |       |
| 2    | 4     | Radovan Siljevski        | Serbia (SRB)      | 1:51.40 |       |
| 3    | 2     | Mario Montoya            | Costa Rica (CRC)  | 1:51.66 |       |
| 4    | 3     | Sebastian Jahnsen Madico | Perú (PER)        | 1:52.36 |       |
| 5    | 6     | Jessie Lacuna            | Filipinas (PHI)   | 1:52.91 |       |
| 6    | 7     | Raul Martinez Colomer    | Puerto Rico (PUR) | 1:54.23 |       |

#### Serie 3
| Rank | Línea | Nombre                   | Nacionalidad    | Tiempo  | Notas |
| ---- | ----- | ------------------------ | --------------- | ------- | ----- |
| 1    | 3     | Blake Worsley            | Canadá (CAN)    | 1:48.14 |       |
| 2    | 4     | Nimrod Shapira Bar-Or    | Israel (ISR)    | 1:48.60 |       |
| 3    | 5     | Cristian Quintero Valero | Venezuela (VEN) | 1:48.71 |       |
| 4    | 7     | Glenn Surgeloose         | Bélgica (BEL)   | 1:48.77 |       |
| 5    | 2     | David Brandl             | Austria (AUT)   | 1:49.00 |       |
| 6    | 6     | Ahmed Mathlouthi         | Túnez (TUN)     | 1:49.68 |       |
| 7    | 8     | Tiago Venancio           | Portugal (POR)  | 1:52.36 |       |
| —    | 1     | Mads Glaesner            | Dinamarca (DEN) | —       | DNS   |

#### Serie 4
| Rank | Línea | Nombre           | Nacionalidad      | Tiempo  | Notas |
| ---- | ----- | ---------------- | ----------------- | ------- | ----- |
| 1    | 5     | Danila Izotov    | Rusia (RUS)       | 1:46.61 | Q     |
| 2    | 2     | Robert Renwick   | Reino Unido (GBR) | 1:46.86 | Q     |
| 3    | 4     | Paul Biedermann  | Alemania (GER)    | 1:47.27 | Q     |
| 4    | 3     | Gregory Mallet   | Francia (FRA)     | 1:47.39 | Q     |
| 5    | 6     | Dominik Meichtry | Suiza (SUI)       | 1:47.97 | Q     |
| 6    | 1     | Ieuan Lloyd      | Reino Unido (GBR) | 1:48.52 |       |
| 7    | 7     | Clemens Rapp     | Alemania (GER)    | 1:48.75 |       |
| 8    | 8     | Marco Belotti    | Italia (ITA)      | 1:49.14 |       |

#### Serie 5
| Rank | Línea | Nombre          | Nacionalidad                  | Tiempo  | Notas |
| ---- | ----- | --------------- | ----------------------------- | ------- | ----- |
| 1    | 5     | Sun Yang        | República Popular China (CHN) | 1:46.24 | Q     |
| 2    | 4     | Ryan Lochte     | Estados Unidos (USA)          | 1:46.45 | Q     |
| 3    | 3     | Ricky Berens    | Estados Unidos (USA)          | 1:47.07 | Q     |
| 4    | 7     | Dominik Kozma   | Hungría (HUN)                 | 1:47.18 | Q     |
| 5    | 2     | Brett Fraser    | Islas Caimán (CAY)            | 1:47.74 | Q     |
| 6    | 6     | Li Yunqi        | República Popular China (CHN) | 1:48.72 |       |
| 7    | 8     | Benjamin Hockin | Paraguay (PAR)                | 1:48.91 |       |
| 8    | 1     | Dion Dreesens   | Países Bajos (NED)            | 1:49.00 |       |

#### Serie 6
| Rank | Línea | Nombre                | Nacionalidad        | Tiempo  | Notas |
| ---- | ----- | --------------------- | ------------------- | ------- | ----- |
| 1    | 4     | Yannick Agnel         | Francia (FRA)       | 1:46.60 | Q     |
| 2    | 5     | Park Tae-Hwan         | Corea del Sur (KOR) | 1:46.79 | Q     |
| 3    | 2     | Kenrick Monk          | Australia (AUS)     | 1:46.94 | Q     |
| 4    | 3     | Sebastiaan Verschuren | Países Bajos (NED)  | 1:47.31 | Q     |
| 5    | 6     | Thomas Fraser-Holmes  | Australia (AUS)     | 1:47.50 | Q     |
| 6    | 7     | Artem Lobuzov         | Rusia (RUS)         | 1:47.91 | Q     |
| 7    | 1     | Matthew Stanley       | Nueva Zelanda (NZL) | 1:48.19 |       |
| 8    | 8     | Shaune Fraser         | Islas Caimán (CAY)  | 1:48.53 |       |

#### Sumario
| Rank | Serie | Línea | Nombre                   | Nacionalidad                  | Tiempo  | Notas |
| ---- | ----- | ----- | ------------------------ | ----------------------------- | ------- | ----- |
| 1    | 5     | 5     | Sun Yang                 | República Popular China (CHN) | 1:46.24 | Q     |
| 2    | 5     | 4     | Ryan Lochte              | Estados Unidos (USA)          | 1:46.45 | Q     |
| 3    | 6     | 4     | Yannick Agnel            | Francia (FRA)                 | 1:46.60 | Q     |
| 4    | 4     | 5     | Danila Izotov            | Rusia (RUS)                   | 1:46.61 | Q     |
| 5    | 6     | 5     | Park Tae-Hwan            | Corea del Sur (KOR)           | 1:46.79 | Q     |
| 6    | 4     | 2     | Robert Renwick           | Reino Unido (GBR)             | 1:46.86 | Q     |
| 7    | 6     | 2     | Kenrick Monk             | Australia (AUS)               | 1:46.94 | Q     |
| 8    | 5     | 3     | Ricky Berens             | Estados Unidos (USA)          | 1:47.07 | Q     |
| 9    | 5     | 7     | Dominik Kozma            | Hungría (HUN)                 | 1:47.18 | Q     |
| 10   | 4     | 4     | Paul Biedermann          | Alemania (GER)                | 1:47.27 | Q     |
| 11   | 6     | 3     | Sebastiaan Verschuren    | Países Bajos (NED)            | 1:47.31 | Q     |
| 12   | 4     | 3     | Gregory Mallet           | Francia (FRA)                 | 1:47.39 | Q     |
| 13   | 6     | 6     | Thomas Fraser-Holmes     | Australia (AUS)               | 1:47.50 | Q     |
| 14   | 5     | 2     | Brett Fraser             | Islas Caimán (CAY)            | 1:47.74 | Q     |
| 15   | 6     | 7     | Artem Lobuzov            | Rusia (RUS)                   | 1:47.91 | Q     |
| 16   | 4     | 6     | Dominik Meichtry         | Suiza (SUI)                   | 1:47.97 | Q     |
| 17   | 3     | 3     | Blake Worsley            | Canadá (CAN)                  | 1:48.14 |       |
| 18   | 6     | 1     | Matthew Stanley          | Nueva Zelanda (NZL)           | 1:48.19 |       |
| 19   | 4     | 1     | Ieuan Lloyd              | Reino Unido (GBR)             | 1:48.52 |       |
| 20   | 6     | 8     | Shaune Fraser            | Islas Caimán (CAY)            | 1:48.53 |       |
| 21   | 3     | 4     | Nimrod Shapira Bar-Or    | Israel (ISR)                  | 1:48.60 |       |
| 22   | 3     | 5     | Cristian Quintero Valero | Venezuela (VEN)               | 1:48.71 |       |
| 23   | 5     | 6     | Li Yunqi                 | República Popular China (CHN) | 1:48.72 |       |
| 24   | 4     | 7     | Clemens Rapp             | Alemania (GER)                | 1:48.75 |       |
| 25   | 3     | 7     | Glenn Surgeloose         | Bélgica (BEL)                 | 1:48.77 |       |
| 26   | 5     | 8     | Benjamin Hockin          | Paraguay (PAR)                | 1:48.91 |       |
| 27   | 3     | 2     | David Brandl             | Austria (AUT)                 | 1:49.00 |       |
| =    | 5     | 1     | Dion Dreesens            | Países Bajos (NED)            | 1:49.00 |       |
| 29   | 4     | 8     | Marco Belotti            | Italia (ITA)                  | 1:49.14 |       |
| 30   | 3     | 6     | Ahmed Mathlouthi         | Túnez (TUN)                   | 1:49.68 |       |
| 31   | 2     | 5     | Matias Koski             | Finlandia (FIN)               | 1:49.84 |       |
| 32   | 2     | 4     | Radovan Siljevski        | Serbia (SRB)                  | 1:51.40 |       |
| 33   | 2     | 2     | Mario Montoya            | Costa Rica (CRC)              | 1:51.66 |       |
| 34   | 2     | 3     | Sebastian Jahnsen Madico | Perú (PER)                    | 1:52.36 |       |
| 35   | 3     | 8     | Tiago Venancio           | Portugal (POR)                | 1:52.36 |       |
| 36   | 2     | 6     | Jessie Lacuna            | Filipinas (PHI)               | 1:52.91 |       |
| 37   | 1     | 4     | Nicholas Schwab          | República Dominicana (DOM)    | 1:53.41 | RN    |
| 38   | 2     | 7     | Raul Martinez Colomer    | Puerto Rico (PUR)             | 1:54.23 |       |
| 39   | 1     | 5     | Gilles Marquet           | Mauricio (MRI)                | 1:58.91 |       |
| 40   | 1     | 3     | Anderson Lim             | Brunéi (BRU)                  | 2:02.26 | RN    |
| —    | 3     | 1     | Mads Glaesner            | Dinamarca (DEN)               | —       | DNS   |

### Semifinales

#### Semifinal 1
| Rank | Línea | Nombre           | Nacionalidad         | Tiempo  | Notas |
| ---- | ----- | ---------------- | -------------------- | ------- | ----- |
| 1    | 2     | Paul Biedermann  | Alemania (GER)       | 1:46.10 | Q     |
| 2    | 4     | Ryan Lochte      | Estados Unidos (USA) | 1:46.31 | Q     |
| 3    | 3     | Robbie Renwick   | Reino Unido (GBR)    | 1:46.65 | Q     |
| =    | 5     | Danila Izotov    | Rusia (RUS)          | 1:46.65 | Q     |
| 5    | 6     | Ricky Berens     | Estados Unidos (USA) | 1:46.87 |       |
| 6    | 1     | Brett Fraser     | Islas Caimán (CAY)   | 1:47.01 |       |
| 7    | 7     | Gregory Mallet   | Francia (FRA)        | 1:47.56 |       |
| 8    | 8     | Dominik Meichtry | Suiza (SUI)          | 1:48.25 |       |

#### Semifinal 2
| Rank | Línea | Nombre                | Nacionalidad                  | Tiempo  | Notas |
| ---- | ----- | --------------------- | ----------------------------- | ------- | ----- |
| 1    | 4     | Sun Yang              | República Popular China (CHN) | 1:45.61 | Q     |
| 2    | 5     | Yannick Agnel         | Francia (FRA)                 | 1:45.84 | Q     |
| 3    | 3     | Park Tae-Hwan         | Corea del Sur (KOR)           | 1:46.02 | Q     |
| 4    | 1     | Thomas Fraser-Holmes  | Australia (AUS)               | 1:46.80 | Q     |
| 5    | 2     | Dominik Kozma         | Hungría (HUN)                 | 1:46.93 |       |
| 6    | 7     | Sebastiaan Verschuren | Países Bajos (NED)            | 1:46.95 |       |
| 7    | 6     | Kenrick Monk          | Australia (AUS)               | 1:47.38 |       |
| 8    | 8     | Artem Lobuzov         | Rusia (RUS)                   | 1:48.26 |       |

#### Sumario
| Rank | Serie | Línea | Nombre                | Nacionalidad                  | Tiempo  | Notas |
| ---- | ----- | ----- | --------------------- | ----------------------------- | ------- | ----- |
| 1    | 2     | 4     | Sun Yang              | República Popular China (CHN) | 1:45.61 | Q     |
| 2    | 2     | 5     | Yannick Agnel         | Francia (FRA)                 | 1:45.84 | Q     |
| 3    | 2     | 3     | Park Tae-Hwan         | Corea del Sur (KOR)           | 1:46.02 | Q     |
| 4    | 1     | 2     | Paul Biedermann       | Alemania (GER)                | 1:46.10 | Q     |
| 5    | 1     | 4     | Ryan Lochte           | Estados Unidos (USA)          | 1:46.31 | Q     |
| 6    | 1     | 3     | Robbie Renwick        | Reino Unido (GBR)             | 1:46.65 | Q     |
| =    | 1     | 5     | Danila Izotov         | Rusia (RUS)                   | 1:46.65 | Q     |
| 8    | 2     | 1     | Thomas Fraser-Holmes  | Australia (AUS)               | 1:46.80 | Q     |
| 9    | 1     | 6     | Ricky Berens          | Estados Unidos (USA)          | 1:46.87 |       |
| 10   | 2     | 2     | Dominik Kozma         | Hungría (HUN)                 | 1:46.93 |       |
| 11   | 2     | 7     | Sebastiaan Verschuren | Países Bajos (NED)            | 1:46.95 |       |
| 12   | 1     | 1     | Brett Fraser          | Islas Caimán (CAY)            | 1:47.01 |       |
| 13   | 2     | 6     | Kenrick Monk          | Australia (AUS)               | 1:47.38 |       |
| 14   | 1     | 7     | Gregory Mallet        | Francia (FRA)                 | 1:47.56 |       |
| 15   | 1     | 8     | Dominik Meichtry      | Suiza (SUI)                   | 1:48.25 |       |
| 16   | 2     | 8     | Artem Lobuzov         | Rusia (RUS)                   | 1:48.26 |       |

### Final
| Rank             | Línea | Nombre               | Nacionalidad                  | Tiempo  | Notas |
| ---------------- | ----- | -------------------- | ----------------------------- | ------- | ----- |
| Medalla de oro   | 5     | Yannick Agnel        | Francia (FRA)                 | 1:43.14 | RN    |
| Medalla de plata | 4     | Sun Yang             | República Popular China (CHN) | 1:44.93 | RN    |
| Medalla de plata | 3     | Park Tae-Hwan        | Corea del Sur (KOR)           | 1:44.93 |       |
| 4                | 2     | Ryan Lochte          | Estados Unidos (USA)          | 1:45.04 |       |
| 5                | 6     | Paul Biedermann      | Alemania (GER)                | 1:45.53 |       |
| 6                | 1     | Robbie Renwick       | Reino Unido (GBR)             | 1:46.53 |       |
| 7                | 8     | Thomas Fraser-Holmes | Australia (AUS)               | 1:46.93 |       |
| 8                | 7     | Danila Izotov        | Rusia (RUS)                   | 1:47.75 |       |